# Isleta Village Proper
Isleta Village Proper es un lugar designado por el censo ubicado en el condado de Bernalillo en el estado estadounidense de Nuevo México. En el Censo de 2010 tenía una población de 491 habitantes y una densidad poblacional de 715,38 personas por km².

## Geografía
Isleta Village Proper se encuentra ubicado en las coordenadas 34°54′24″N 106°41′37″O / 34.90667, -106.69361. Según la Oficina del Censo de los Estados Unidos, Isleta Village Proper tiene una superficie total de 0.69 km², de la cual 0.69 km² corresponden a tierra firme y 0 km² (0 %) es agua.

## Demografía
Según el censo de 2010, había 491 personas residiendo en Isleta Village Proper. La densidad de población era de 715,38 hab./km². De los 491 habitantes, Isleta Village Proper estaba compuesto por el 1.63 % blancos, el 0 % eran afroamericanos, el 95.11 % eran amerindios, el 0 % eran asiáticos, el 0 % eran isleños del Pacífico, el 1.02 % eran de otras razas y el 2.24 % pertenecían a dos o más razas. Del total de la población el 7.94 % eran hispanos o latinos de cualquier raza.